# 스페노클레아속
스페노클레아속(Sphenoclea)은 가지목에 속하는 속씨식물 속(屬)이다. 직립경(直立莖)의 다년생 다즙 초본식물의 일종이다. 습기가 많은 열대 지방에 자생한다.
S. zeylanica와 S. pongatium의 2종이 있다. 이 속은 스페노클레아과(Sphenocleaceae)의 유일속이다. 이 과의 분류학상의 위치는 약간 명확하지 않다. 현재는 가지목으로 분류하지만, 한때는 특히 초롱꽃목에 가까운 국화목으로 분류했으며, 이를 지지할만 한 정보도 일부 지니고 있다.